# 아시안 게임 펜싱
아시안 게임 펜싱은 아시안 게임에서 펜싱으로 경기를 겨루는 아시안 게임 경기 종목이다.

## 세부 종목
- 남자 개인 에페
- 남자 단체 에페
- 남자 개인 플뢰레
- 남자 단체 플뢰레
- 남자 개인 사브레
- 남자 단체 사브레
- 여자 개인 에페
- 여자 단체 에페
- 여자 개인 플뢰레
- 여자 단체 플뢰레
- 여자 개인 사브레
- 여자 단체 사브레

## 메달 집계
| 순위 | 국가           | 금메달 | 은메달 | 동메달 | 합계 |
| ---- | -------------- | ------ | ------ | ------ | ---- |
| 1    | 중화인민공화국 | 44     | 36     | 33     | 113  |
| 2    | 대한민국       | 40     | 39     | 26     | 105  |
| 3    | 일본           | 11     | 13     | 34     | 58   |
| 4    | 이란           | 3      | 5      | 6      | 14   |
| 5    | 카자흐스탄     | 2      | 3      | 9      | 14   |
| 6    | 홍콩           | 0      | 2      | 19     | 21   |
| 7    | 인도네시아     | 0      | 1      | 2      | 3    |
| 8    | 태국           | 0      | 0      | 2      | 2    |
| 8    | 베트남         | 0      | 0      | 2      | 2    |
| 10   | 이스라엘       | 0      | 0      | 1      | 1    |
| 10   | 싱가포르       | 0      | 0      | 1      | 1    |
| 합계 | 합계           | 100    | 100    | 136    | 336  |

## 참조
- 스포츠123